# Ouled Bouachra
Ouled Bouachra est une commune de la wilaya de Médéa en Algérie.

## Géographie
La commune est située dans le tell central algérien dans l'Atlas tellien (mont de Titteri) au sud de l'Atlas blidéen à environ 115 km au sud-ouest d'Alger et à 42 km au sud de Médéa et à environ 70 km au sud-ouest de Blida et à 24 km au sud-ouest Berrouaghia et à 80 km à l'est d'Aïn Defla et à 110 km au sud-est de Tipaza. 
| Si Mahdjoub | Si Mahdjoub    | Berrouaghia |
| Bouaichoune | Ouled Bouachra | Zoubiria    |
|             | Ouled Antar    |             |

## Histoire
La localisation de Ouled Bouachra a été un point stratégique durant la guerre d'indépendance de l'Algérie. Il s'est déroulé en son sein des opérations militaires françaises intensives dans le cadre de la campagne de pacification.
En mai 1959, le colonel Si M’Hamed Bougara étant le chef de la Wilaya IV, y a mené un combat contre les forces coloniales françaises durant l'opération "Courroie". La supériorité militaire française, notamment grâce à des hélicoptères et un encerclement, a conduit à sa mort ainsi qu'à celle de ses compagnons.
La mort de Si M’Hamed Bougara a eu un fort impact pour l'Armée de Libération Nationale (ALN), cependant son combat héroïque a renforcé la détermination des combattants algériens. Son corps, jamais retrouvé, a montré la volonté coloniale d'empêcher la création de lieux de mémoire.